# Samurai Marathon
Samurai Marathon (Japans: サムライマラソン, Hepburn: Samurai Marason) is een Japans-Britse historische actie-avonturenfilm uit 2019, geregisseerd en mede geschreven door Bernard Rose. De film is gebaseerd op de roman The Marathon Samurai: Five Tales of Japan's First Marathon uit 2014 van Akihiro Dobashi, zelf geïnspireerd door het oorsprongsverhaal van de 30 km lange Ansei Toashi-hardlooprace die jaarlijks in Annaka wordt gehouden.

## Rolverdeling
| Acteur         | Personage         |
| -------------- | ----------------- |
| Takeru Satoh   | Karasawa Jinnai   |
| Nana Komatsu   | Prinses Yuki      |
| Mirai Moriyama | Tsujimura Heikurō |
| Shōta Sometani | Uesugi Hironoshin |
| Munetaka Aoki  | Ueki Yoshikuni    |
| Danny Huston   | Commodore Perry   |

## Productie
De filmmuziek werd gecomponeerd door Philip Glass en uitgevoerd door The City of Prague Philharmonic Orchestra onder leiding van Richard Hein.

## Release
De film ging in première op 22 februari 2019 in Japan. Op 27 september 2019 verscheen de film op het Camera Japan Festival in Rotterdam.

## Ontvangst
Op Rotten Tomatoes heeft Samurai Marathon een waarde van 78% en een gemiddelde score van 6,70/10, gebaseerd op 9 recensies.

## Prijzen en nominaties
| Jaar | Prijs                   | Categorie    | Genomineerde(n) | Uitslag     |
| ---- | ----------------------- | ------------ | --------------- | ----------- |
| 2019 | Filmfestival van Sitges | Beste film   | Bernard Rose    | Genomineerd |
| 2019 | Hochi Film Awards       | Beste acteur | Takeru Satoh    | Genomineerd |